# Allochernes tripolitanus
Allochernes tripolitanus är en spindeldjursart som beskrevs av Beier 1954. Allochernes tripolitanus ingår i släktet Allochernes och familjen blindklokrypare. Inga underarter finns listade i Catalogue of Life.